# Rhinogobius cliffordpopei
Rhinogobius cliffordpopei är en fiskart som först beskrevs av Nichols 1925.  Rhinogobius cliffordpopei ingår i släktet Rhinogobius och familjen smörbultsfiskar. Inga underarter finns listade i Catalogue of Life.